# レオナルド・ベネーヴォロ

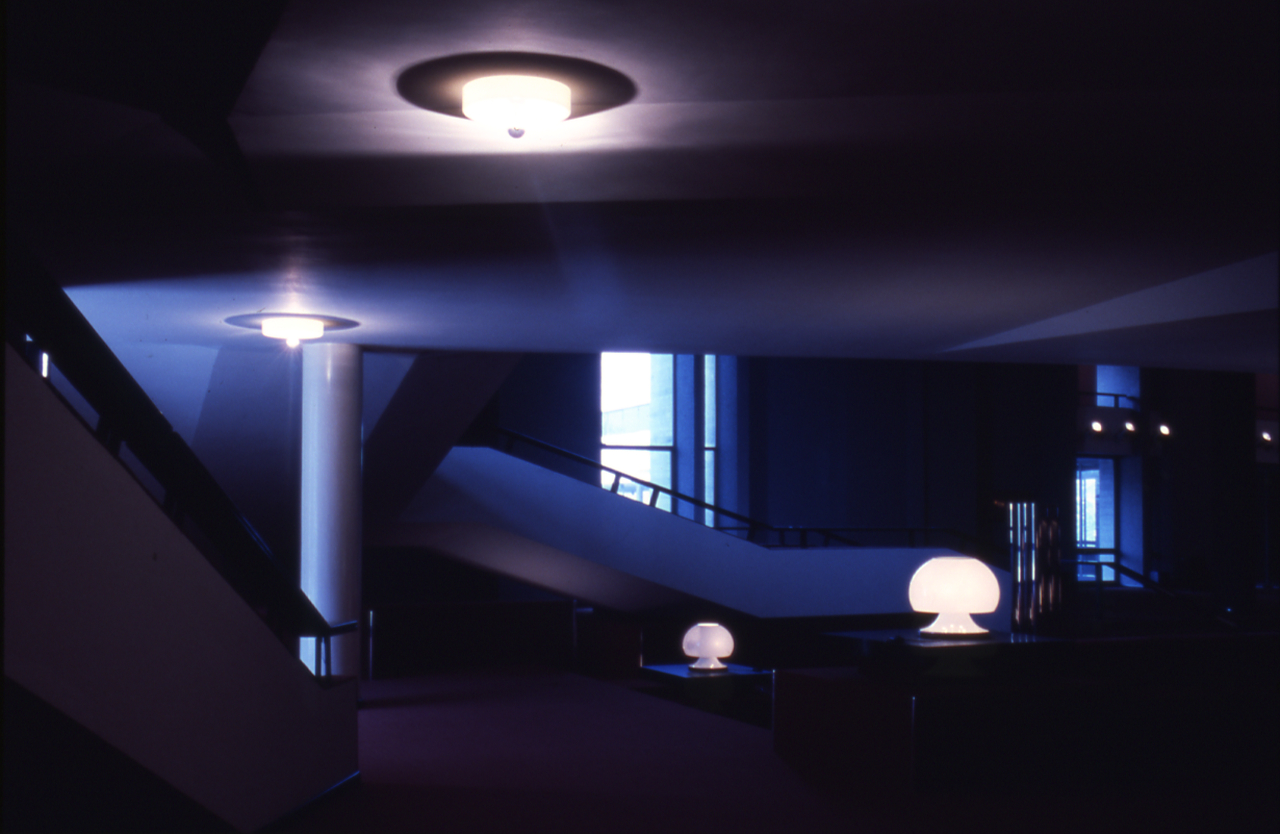
Leonardo Benevolo、Tommaso Giura LongoとCarlo Melograni：ボローニャのパラッツォデッリアファリエデラボルサ。 インテリア。 写真：Paolo Monti、1976.

レオナルド・ベネーヴォロ（Leonardo Benevolo、1923年9月25日 - 2017年1月5日）はイタリアの建築史家、建築学者、建築家、建築評論家、都市計画家・研究者。20世紀を代表する建築と都市研究者である。 

## 略歴
イタリア・オルタ生まれ、ローマ大学で建築を学び1946年に卒業する。その後、ベネヴォロ建築設計事務所を開設し建築設計と都市計画に従事する傍らで、母校とパレルモ大学、フィレンツェ大学、ヴェネツィア建築大学でおもにローマの建築史の講師を務める。当初は主に古代ギリシャやローマの建築と都市計画の比較研究をテーマにし、ローマ大学で学位を1956年に取得。
1963年には甚大な被害を引き起こしたバイオントダム周辺地域の復興計画を担当する委員会のメンバーにも選出されている。
その後、70年代まではローマ大学で教鞭をとっていたが辞任し、ミラノ市都市計画局顧問を務めた。

## 著作の邦訳
- 『近代建築の歴史』上下、武藤章訳（鹿島出版会、1978-79年、改装版2004年）
- 『近代都市計画の起源』、横山正訳（SD選書：鹿島出版会、1976年）
- 『図説都市の世界史』全4巻、佐野敬彦、林寛治訳（相模書房、1983年）

## 参考記事
- 『新建築』　1982年1月号